# ویلیام اسمیترس
ویلیام اسمیترس (انگلیسی: William Smithers؛ زادهٔ ۱۰ ژوئیهٔ ۱۹۲۷) یک هنرپیشه اهل ایالات متحده آمریکا است.
از فیلم‌ها یا برنامه‌های تلویزیونی که وی در آن نقش داشته است می‌توان به پاپیون اشاره کرد.